# Schloss Treffen
Schloss Treffen je naselje v Občini Trebinja v Okraju Beljak-dežela na Koroškem v Avstriji.